# Britisch-französische Beziehungen

Frankreich und Großbritannien mit Überseegebieten

Die britisch-französischen Beziehungen gehen auf das Frühmittelalter zurück und können als eine der ältesten und wichtigsten bilateralen Beziehungen der Welt angesehen werden. Während des gesamten Mittelalters und bis in die frühe Neuzeit hinein waren Frankreich und England oft erbitterte Rivalen. Die Monarchen beider Nationen beanspruchten die Kontrolle über Frankreich, und Frankreich verbündete sich bis zur Vereinigung der beiden Kronen regelmäßig mit Schottland gegen England. Zu den bemerkenswerten Konflikten gehören der Hundertjährige Krieg, der mit einem französischen Sieg endete, sowie der Siebenjährige Krieg und die Napoleonischen Kriege, aus denen Großbritannien siegreich hervorging. Im 19. Jahrhundert verbesserten sich die Beziehungen zwischen beiden Staaten und 1904 wurde mit der Entente cordiale ein Militärbündnis geschlossen. Briten und Franzosen waren sowohl im Ersten als auch im Zweiten Weltkrieg Verbündete und im Zweiten Weltkrieg halfen britische Soldaten bei der Befreiung des besetzten Frankreichs von den Nazis. Nach dem Zweiten Weltkrieg wurden beide Länder Gründungsmitglieder der NATO und waren Schlüsselstaaten der westlichen Allianz im Kalten Krieg. 1993 wurde der Eurotunnel fertiggestellt, welcher Großbritannien mit Frankreich und dem europäischen Festland verband. Trotz der engen politischen und wirtschaftlichen Beziehungen ist das Verhältnis allerdings weiterhin nicht frei von Spannungen. In jüngerer Zeit kam dies in u. a. in Streitigkeiten hinsichtlich des EU-Austritt des Vereinigten Königreichs und der Migration aus Drittstaaten über den Ärmelkanal zum Ausdruck.

## Geschichte

### Antike und Mittelalter
Sowohl Frankreich als auch Teile der Britischen Inseln waren Teil des Römischen Reiches, weshalb es zu dieser Zeit zu Handel und zahlreichen Interaktionen zwischen beiden Gebieten kam. Nach dem Untergang des Weströmischen Reiches folgten allerdings Jahrhunderte, in denen es kaum Kontakt und Handelsaustausch gab. Verschiedene Stämme wie Jüten, Angeln und Sachsen fielen in Britannien ein und in Frankreich vermischten sich die Gallier mit germanischen Stämmen wie den Salfranken und wurden teilweise von diesen erobert, wodurch die fränkischen Königreiche entstanden. Das Christentum als Religion verbreitete sich in dieser Zeit in allen betroffenen Gebieten und ersetzte die germanischen, keltischen und vorkeltischen Kulte. Um das Jahr 1000 waren die Britischen Inseln vor allem mit der skandinavischen Welt verbunden, während Frankreichs wichtigste Außenbeziehungen zum Heiligen Römischen Reich bestanden.

Die Lehen der englischen Könige (rot) in Frankreich auf dem Höhepunkt ihrer territorialen Ausbreitung (um 1173)

Eines der frühesten Ereignisse in der Beziehungsgeschichte beider Länder war die normannische Eroberung Englands im Jahr 1066, als der normannische Herzog Wilhelm der Eroberer nach einem Streit um den Thron König von England wurde. Dieses Ereignis intensivierte die Beziehung zwischen der normannischen Elite in England und den französischsprachigen Eliten in der Normandie und Frankreich. Die herrschende Elite in England sprach auch nach der Eroberung noch mehrere Jahrhunderte lang Französisch, und die französische Kultur und Sprache beeinflussten die englische Gesellschaft erheblich. Bis zu 45 Prozent aller englischen Worte sind französischen Ursprungs. Die Normannen führten außerdem ihr Verwaltungssystem in England ein und stellten die landbesitzende Klasse in England. Die normannische Eroberung Englands bildete den Auftakt zu einer Reihe von Konflikten um die Herrschaft über England, Frankreich und das Herzogtum der Normandie.
Ein weiteres wichtiges Ereignis war die Heirat von König Heinrich II. von England mit Eleonore von Aquitanien im Jahr 1152. Eleanore war die Erbin eines großen Teils Frankreichs, einschließlich Aquitaniens, und durch ihre Heirat mit Heinrich erhielt die englische Monarchie einen bedeutenden Anteil an den französischen Angelegenheiten. Dieses Bündnis führte zu Konflikten zwischen England und Frankreich, da beide Königreiche um die Kontrolle über Gebiete im heutigen Frankreich rangen.
Ab 1154 beherrschte das französischstämmige Haus Plantagenet England, die in ihrem angevinischen Reich ansässig waren. Auf dem Höhepunkt der Größe des Reiches befand sich ein Drittel Frankreichs unter angevinischer Kontrolle, ebenso wie ganz England. Unter Richard Löwenherz, Johann Ohneland und Heinrich III. von England ging jedoch fast das gesamte angevinische Reich an Philipp II. von Frankreich verloren. Dies gab den Engländern schließlich eine eigene Identität als angelsächsisches Volk unter einer frankophonen, aber nicht französischen Krone. Nationalistische Gefühle waren in diesem Zeitalter der feudalen Territorialstreitigkeiten allerdings noch kaum vorhanden. Ebenfalls im Mittelalter unterzeichneten König John Balliol von Schottland und Philipp IV. von Frankreich 1295 ein französisch-schottisches Bündnis, die sogenannte Auld Alliance. Frankreich und Schottland verpflichteten sich in mehreren Verträgen zur gegenseitigen Verteidigung im Falle eines Angriffs von England auf einen der beiden Staaten. Die Allianz wurde erst 1560 durch den Vertrag von Edinburgh aufgelöst.
Zu einer Stärkung der nationalen Identität beider Länder trug schließlich der Hundertjährige Krieg bei. Er begann 1337, als Edward III. Ansprüche auf die französische Krone stellte und endete erst 1453. England führte verschiedene Schlachten auf französischem Boden und konnte für eine Zeit weite Teile Frankreichs kontrollieren. Bertrand du Guesclin war der Feldherr, der die Engländer aus den Ländereien vertrieb, die sie im Vertrag von Brétigny erworben hatten, einem Kompromissvertrag, den die meisten Franzosen als Demütigung empfanden. Jeanne d’Arc konnte den Franzosen 1429 zum Sieg bei der Belagerung von Orléans verhelfen. Sie wurde nach ihrer Hinrichtung durch die Engländer zu einer nationalen Ikone. Jean de Dunois vertrieb die Engländer schließlich aus ganz Frankreich, mit Ausnahme von Calais, das erst 1558 verloren ging. Der Hundertjährige Krieg prägte nicht nur die nationalen Identitäten, sondern war auch die Wurzel der traditionellen Rivalität und des zeitweiligen Hasses zwischen den beiden Ländern. Nach dem Verlust ihrer französischen Ländereien bezeichneten sich die englischen Monarchen noch bis 1800 weiterhin als Könige von Frankreich.

### Neuzeit

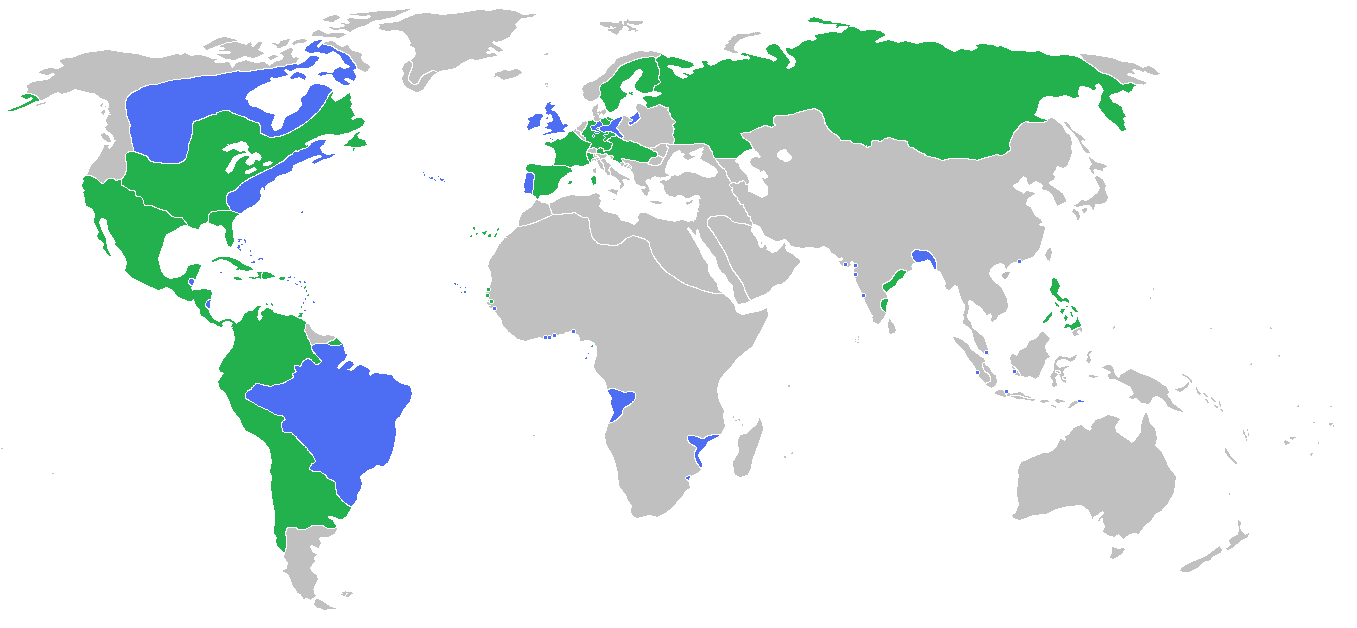
Allianzen und Territorien der Beteiligten des Siebenjährigen Krieges
Großbritannien, Preußen, Portugal und Verbündete
Frankreich, Spanien, Österreich, Russland, Schweden und Verbündete

Nach der Entdeckung Amerikas 1492 wurden beide Länder hier zu Kolonialmächten, wo sich ihre Rivalität fortsetzte. Gleichzeitig verschärfte sich der kulturelle Gegensatz zwischen beiden Nationen durch die Englische Reformation im 16. Jahrhundert. Beide Länder intervenierten zudem in Konflikte auf dem europäischen Festland, wobei England eine französische Vorherrschaft in Europa fürchtete, welche das Potenzial hätte, die britischen Inseln zu bedrohen. Teilweise aus Furcht vor einer kontinentalen Intervention wurde 1707 der Act of Union verabschiedet, der das Königreich Großbritannien schuf und die Königreiche Schottland und England (letzteres schloss Wales mit ein) formell in einem Königreich vereinte. Während das neue Großbritannien zunehmend parlamentarisch wurde, verstärkte sich der Absolutismus in Frankreich weiter. Großbritannien kämpfte im Spanischen Erbfolgekrieg von 1702 bis 1713 und im Österreichischen Erbfolgekrieg von 1740 bis 1748 gegen Frankreich und versuchte so, das Gleichgewicht der Kräfte in Europa zu erhalten. Im Siebenjährigen Krieg von 1756 bis 1763 rangen beide Staaten um die globale Vorherrschaft auf mehreren Kontinenten. In diesem Krieg verlor Frankreich große Teile seiner Kolonialgebiete in Nordamerika und Indien an Großbritannien, das damit zum dominierenden Weltreich wurde. Aus Revanchismus unterstützte Frankreich die Dreizehn Kolonien im Amerikanischen Unabhängigkeitskrieg (1775–1783), welche auch dank der wirtschaftlichen und militärischen Unterstützung der Franzosen ihre Unabhängigkeit als Vereinigte Staaten erlangen konnten.

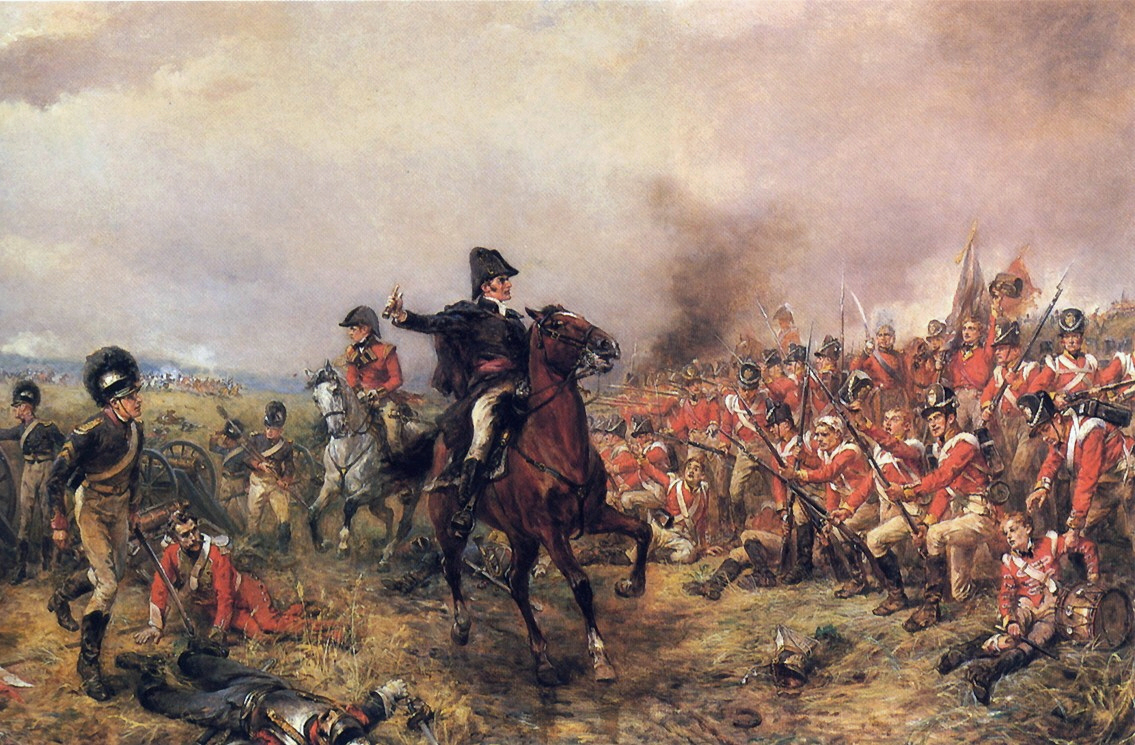
Schlacht von Waterloo (1815)

Die hohen Kriegsschulden Frankreichs und die Kosten für den Wiederaufbau der französischen Marine in den 1780er Jahren führten zu einer Finanzkrise, die zur Französischen Revolution von 1789 beitrug. Die Französische Revolution wurde in Großbritannien anfangs mit Sympathie betrachtet. Zum einen, weil sie Frankreich zu schwächen schien, und zum anderen, weil sie als auf den liberalen Idealen Großbritanniens beruhend empfunden wurde. Sie stellten sich allerdings bald darauf als große Herausforderung für die Briten dar, als Frankreich versuchte, seine antimonarchistische Revolution im ersten Koalitionskrieg nach ganz Europa zu exportieren. 1798 fielen französische Truppen in Irland ein, um die United Irishmen zu unterstützen, die eine Rebellion angezettelt hatten. Die Rebellion konnte allerdings von den Briten niedergeschlagen werden und Irland wurde bald darauf in das 1801 geschaffene Vereinigte Königreich Großbritannien und Irland eingegliedert. Unter Napoleon Bonaparte verhängte Frankreich eine Handelsblockade gegen die Briten, nachdem seine Pläne für einen Angriff auf das britische Festland nicht umgesetzt werden konnten. Die Briten unterstützten im Gegenzug antifranzösische Widerstandsbewegungen in Europa. Napoleon wurde schließlich in der Schlacht von Waterloo im Juni 1815 von den vereinigten britischen, preußischen und niederländischen Streitkräften besiegt, und die Bourbonen wurden mit britischer Unterstützung wieder als Monarchen von Frankreich restauriert.
Aus dem folgenden Wiener Kongress von 1815 ging Großbritannien als die führende Finanz-, Militär- und Kolonialmacht der Welt hervor, die in der folgenden Pax Britannica ein Jahrhundert lang die Welt beherrschte. Im 19. Jahrhundert näherten sich beide Staaten an, beginnend mit der gemeinsamen Allianz gegen Russland im Krimkrieg (1853–1856). Die beiden Nationen arbeiteten auch im Zweiten Opiumkrieg gegen China zusammen und entsandten eine gemeinsame Truppe in die chinesische Hauptstadt Peking, um der chinesischen Qing-Dynastie die ungleichen Verträge aufzuzwingen. Im Sezessionskrieg in den Vereinigten Staaten (1861–1865) blieben beide Mächte neutral. Ende des 19. Jahrhunderts stiegen die Spannungen wieder an, als beide Mächte im Wettlauf um Afrika um Kolonien konkurrierten. Ein neuer Krieg konnte allerdings abgewendet werden, auch weil der Machtzuwachs des Deutschen Reiches und Russlands beide Länder beunruhigte und für verstärkte Kooperation sorgte. Ab etwa 1900 begannen Frankophile in Großbritannien und Anglophile in Frankreich die Kultur des Landes jenseits des Ärmelkanals zu studieren und der kulturelle Austausch zwischen den einst verfeindeten Gesellschaften verstärkte sich.

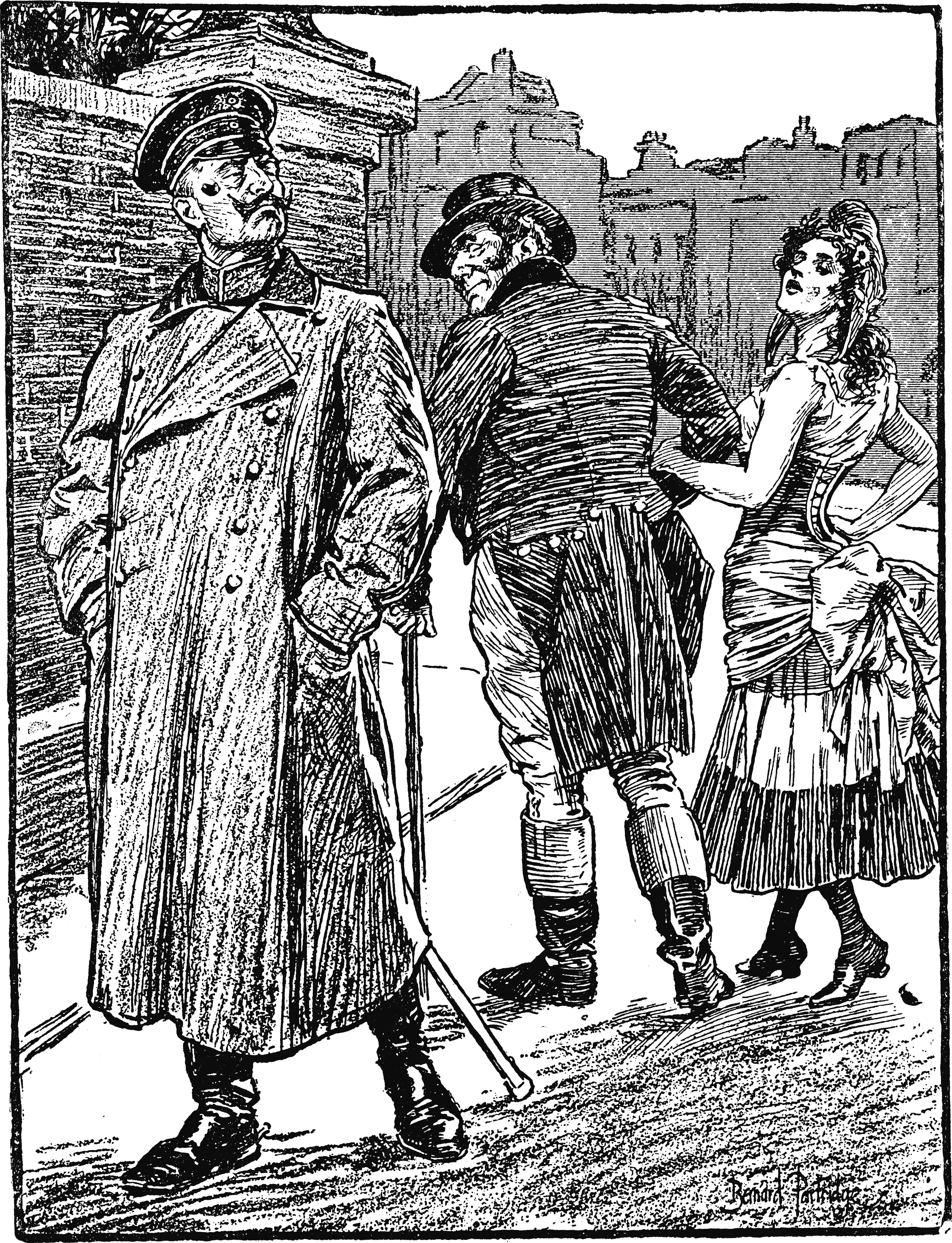
Deutsche Karikatur zur Entente cordiale

Die Annäherung beider Staaten führte 1904 schließlich zur Entente cordiale, einem Bündnis zur Eindämmung Deutschlands, dem drei Jahre später auch Russland beitrat (Triple Entente). Zu Beginn des Ersten Weltkriegs im Sommer 1914 versuchte Großbritannien neutral zu bleiben, während Frankreich seinem Verbündeten Russland gemäß seinen vertraglichen Verpflichtungen zur Seite stand. Nach dem deutschen Überfall auf Belgien (Rape of Belgium) wandelte sich allerdings die öffentliche Meinung in Großbritannien und die Briten schickten Soldaten, um gemeinsam mit den Franzosen gegen die Mittelmächte zu kämpfen. 1917 wurde der Alliierte Oberste Kriegsrat zur Koordinierung der gemeinsamen Kriegsanstrengungen etabliert. Nach dem Krieg arbeiteten die Briten und Franzosen im Vertrag von Versailles eng mit den Amerikanern zusammen, um die wichtigsten Entscheidungen zu koordinieren. Nachdem die Vereinigten Staaten aber den Friedensvertrag nicht ratifiziert hatten und deshalb auch nicht Mitglied im Völkerbund wurden, zogen die Briten ihr Angebot eines Bündnisses mit Frankreich zurück. 1924 scheiterte das Genfer Protokoll, eine ursprünglich französische Initiative, den Völkerbund zu einem wirksamen Mittel der kollektiven Sicherheit auszubauen, am britischen Nein. Gleichzeitig versuchten beide Länder ihre Kolonialreiche zu erhalten oder zu erweitern. So arbeiteten sie bei der Aufteilung von ehemaligen Gebieten des Osmanischen Reiches durch die Umsetzung des Sykes-Picot-Abkommens zusammen. Beide Staaten wurden Mitglieder des Völkerbundes und koordinierten ihre Politik, darunter auch die Appeasement-Politik gegenüber Adolf Hitler nach dessen Machtergreifung 1933.
Nach der deutschen Besetzung Frankreichs 1940 kam es zur Idee eine französisch-britische Union zu etablieren, mit der beide Länder in einer Föderation aufgegangen wären. Der Plan scheiterte allerdings an Widerständen auf beiden Seiten. Die Forces françaises libres (freies Frankreich) formierten sich in London unter Charles de Gaulle; in der Operation Catapult versenkten die Briten die französische Flotte in Algerien, um zu verhindern, dass diese in deutsche Hände fällt. Dabei wurden über 1000 Franzosen getötet und die Versenkung wurde in Frankreich als Verrat aufgefasst. Ab 1941 begannen die Briten französische Kolonialgebiete anzugreifen, welche von den mit den Nazis kollaborierendem Vichy-Regime kontrolliert wurden. Nach dem Kriegseintritt der Vereinigten Staaten beteiligten sich britische Soldaten 1944 an der Invasion der Normandie, womit die Befreiung Frankreichs von der Naziherrschaft begann. Nach Kriegsende blieben beide Länder Verbündete und wurden Mitglieder der Vereinten Nationen (1945) und der NATO (1949). Ein gemeinsamer Versuch, die kolonialen Einflusszonen aufrechtzuerhalten, scheiterte allerdings 1956 in der Sueskrise am Widerstand der USA und der Sowjetunion.
Frankreich ist seit der Gründung der Europäischen Wirtschaftsgemeinschaft im Jahr 1957 Mitglied der Europäischen Union (EU) bzw. ihrer Vorgängerorganisationen. In den 1960er Jahren verschlechterten sich die Beziehungen aufgrund der Besorgnis des französischen Präsidenten Charles de Gaulle über die Special relationship zwischen dem Vereinigten Königreich und den Vereinigten Staaten, die oft als Grund dafür angeführt werden, dass de Gaulle immer wieder sein Veto gegen den britischen Beitritt zu den Europäischen Gemeinschaften (EG), der Vorgängerorganisation der EU, einlegte. Als de Gaulle 1969 zurücktrat, war eine neue französische Regierung unter Georges Pompidou bereit, die Beziehungen zu Großbritannien zu verbessern und 1973 könnten die Briten schließlich der EG beitreten. Der wirtschaftliche und persönliche Austausch zwischen beiden Ländern verstärkte sich daraufhin, auch symbolisiert durch den 1994 eröffneten Eurotunnel, der beide Länder miteinander verband. Der Irakkrieg führte 2003 zu Spannungen, als Frankreich sich weigerte, Teil der von den USA angeführten Koalition der Willigen zu werden, der die Briten angehörten. 2016 stimmte eine Mehrheit bei einem Referendum im Vereinigten Königreich für den EU-Austritt des Landes. In den folgenden Jahren kam es darauf zu verstärkten Konflikten zwischen beiden Ländern in Bezug auf Handel und den britischen EU-Austritt, der Fischereirechte und der Migration über den Ärmelkanal.

## Kultur
Das kulturelle Verhältnis beider Nationen kann über Jahrhunderte zurückverfolgt werden und ist äußerst komplex und vielschichtig. Im kulturellen Verhältnis dominierte anfangs die Abgrenzung und der Gedanke einer jeweils mit der anderen Kultur unvereinbaren nationalen Kultur, auch da die gegenseitige Rivalität zum Aufbau der nationalen Identität beitrug. Mit der Verbesserung der Beziehungen zwischen den beiden Ländern ab dem 19. Jahrhundert wurde die Kultur des anderen zunehmende respektiert und sogar wertgeschätzt. Es kam zu dieser Zeit zur Einführung englischer Sportarten wie Fußball oder Rugby in Frankreich und in Großbritannien erhielt die französische Küche und Lebensart plötzlich eine hohe Wertschätzung. Im 20. und 21. Jahrhundert haben sich die Kulturbeziehungen weiter intensiviert.

### Sprache
Modernes Englisch und Mittelenglisch spiegeln eine Mischung aus dem romanische Langues d’oïl und Altenglisch nach der normannischen Eroberung Englands im Jahr 1066 wider, als eine normannisch sprechende Aristokratie die Kontrolle über eine Bevölkerung übernahm, deren Muttersprache germanischen Ursprungs war. Aufgrund der frankophonen Herkunft der frühen englischen Monarchen lautet der Wahlspruch der britischen Könige bis heute Dieu et mon droit (französisch Gott und mein Recht). Über 40 Prozent aller Worte im modernen Englisch sind französischen Ursprungs und auch in der Moderne haben sich beide Sprachen beeinflusst. So haben im Französischen inzwischen zahlreiche Anglizismen Einzug gehalten, welche als Franglais bekannt sind.
Die erste Fremdsprache, die in britischen Schulen am häufigsten unterrichtet wird, ist Französisch, und die erste Fremdsprache, die in französischen Schulen am häufigsten unterrichtet wird, ist Englisch. Einem Bericht der Europäischen Kommission aus dem Jahr 2006 zufolge sind 23 % der Einwohner des Vereinigten Königreichs in der Lage, sich auf Französisch zu unterhalten, und 39 % der Franzosen können sich auf Englisch unterhalten. Auf den Kanalinseln wird zudem bis heute von einigen Einwohnern die Normannische Sprache gesprochen und Französisch hat einen offiziellen Status.
In beiden Sprachen nehmen Slangbegriffe jeweils Bezug auf das andere Land. Sexuelle Euphemismen, die keinen direkten Bezug zu Frankreich haben, wie z. B. French kissing (für Zungenküsse) oder French letter (für ein Kondom), werden in der britisch-englischen Umgangssprache verwendet. In der französischen Umgangssprache bezieht sich der Begriff le vice anglais entweder auf Sadomasochismus oder Homosexualität.

### Bildung
Das Entente-Cordiale-Stipendienprogramm ist ein selektives französisch-britisches Stipendienprogramm, das am 30. Oktober 1995 vom britischen Premierminister John Major und dem französischen Staatspräsidenten Jacques Chirac auf einem anglo-französischen Gipfel in London ins Leben gerufen wurde. Neben dem Nachbarland Belgien ist Großbritannien das zweitbeliebteste Ziel für französische Auslandsstudenten und über 14.000 Briten studieren in Frankreich.

### Sport
Zwischen England und Frankreich besteht eine langjährige Rivalität im Rugby und die Nationalmannschaften beider Länder treffen jährlich im Six Nations-Turnier aufeinander. Daneben sind England und Frankreich auch im Fußball in Freundschafts- und Pflichtspielen häufig aufeinander getroffen (seltener ist Frankreich auch auf die Auswahlmannschaften von Schottland, Wales und Nordirland getroffen). In der 1992 gegründeten Premier League haben zahlreiche französische Spieler gespielt, darunter Weltklassespieler wie Thierry Henry, Éric Cantona, Patrick Vieira, Paul Pogba oder Hugo Lloris. Daneben hatte auch der Elsässer Arsène Wenger als langjähriger Trainer des FC Arsenal einen prägenden Einfluss auf den englischen Fußball.

### Küche
Die britische Küche ist häufig das Ziel von Spott in der französischen Kultur. Einige Beobachter machten den damaligen französischen Präsidenten Jacques Chirac dafür verantwortlich, dass Paris bei der Bewerbung um die Olympischen Sommerspiele 2012 gegen London verlor, nachdem er sich abfällig über die britische Küche geäußert und gesagt hatte, dass „nur das finnische Essen schlechter sei“. In der IOC-Kommission, die sich letztlich für die Vergabe der Spiele an London (mit vier Stimmen) entschied, waren zwei Mitglieder aus Finnland.

## Militär

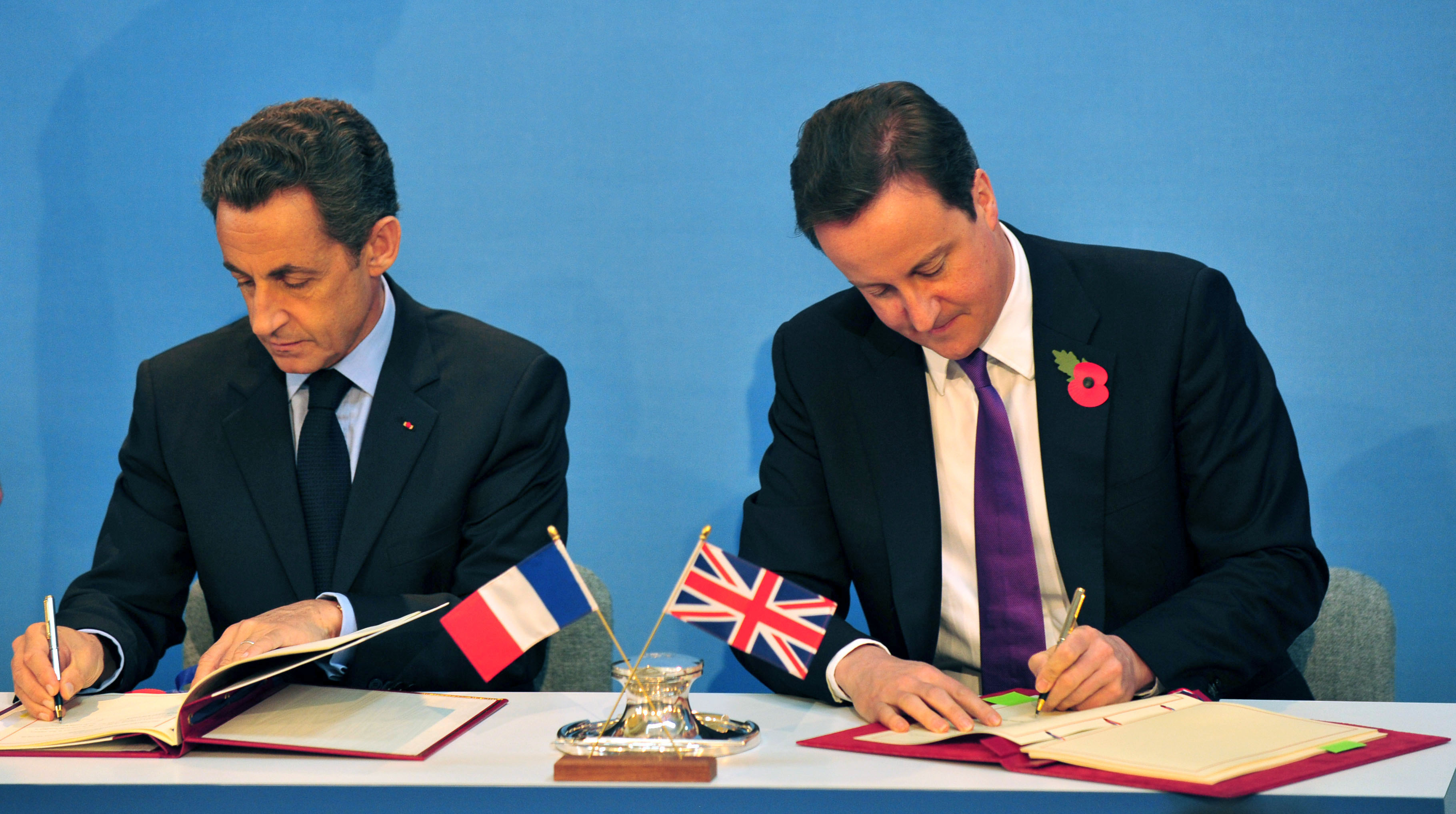
Nicolas Sarkozy (links) und David Cameron (rechts) unterzeichnen ein Verteidigungsabkommen (2010)

Beide Länder haben gemeinsam in verschiedenen Kriegen gekämpft, darunter waren beide Weltkriege. Großbritannien und Frankreich haben auch nach dem Zweiten Weltkrieg bei internationalen Sicherheitskrisen zusammengearbeitet, wie die Sueskrise, der Falklandkrieg und der Krieg in Afghanistan gezeigt haben. Franzosen und Briten gehören beide der NATO an und zählen zu den Atommächten. Am 2. November 2010 unterzeichneten Frankreich und das Vereinigte Königreich zwei Verträge über die Zusammenarbeit im Verteidigungsbereich. Sie sehen die gemeinsame Nutzung von Flugzeugträgern, eine gemeinsame Eingreiftruppe mit 10.000 Mann, ein gemeinsames nukleares Simulationszentrum in Frankreich, ein gemeinsames nukleares Forschungszentrum im Vereinigten Königreich, die gemeinsame Nutzung von Luftbetankungsfahrzeugen und eine gemeinsame Ausbildung vor. Aufgrund ihrer kolonialen Vergangenheit sind beide Mächte stärker nach außen orientiert als die anderen europäischen Länder, was sie dazu veranlasst, in Fragen wie dem libyschen Bürgerkrieg zusammenzuarbeiten, wo beide Mächte gemeinsam intervenierten. Im Jahr 2025 beschlossen beide Staaten, in Verteidigungsfragen und im Bereich der nuklearen Abschreckung noch enger zu kooperieren.

## Wirtschaft

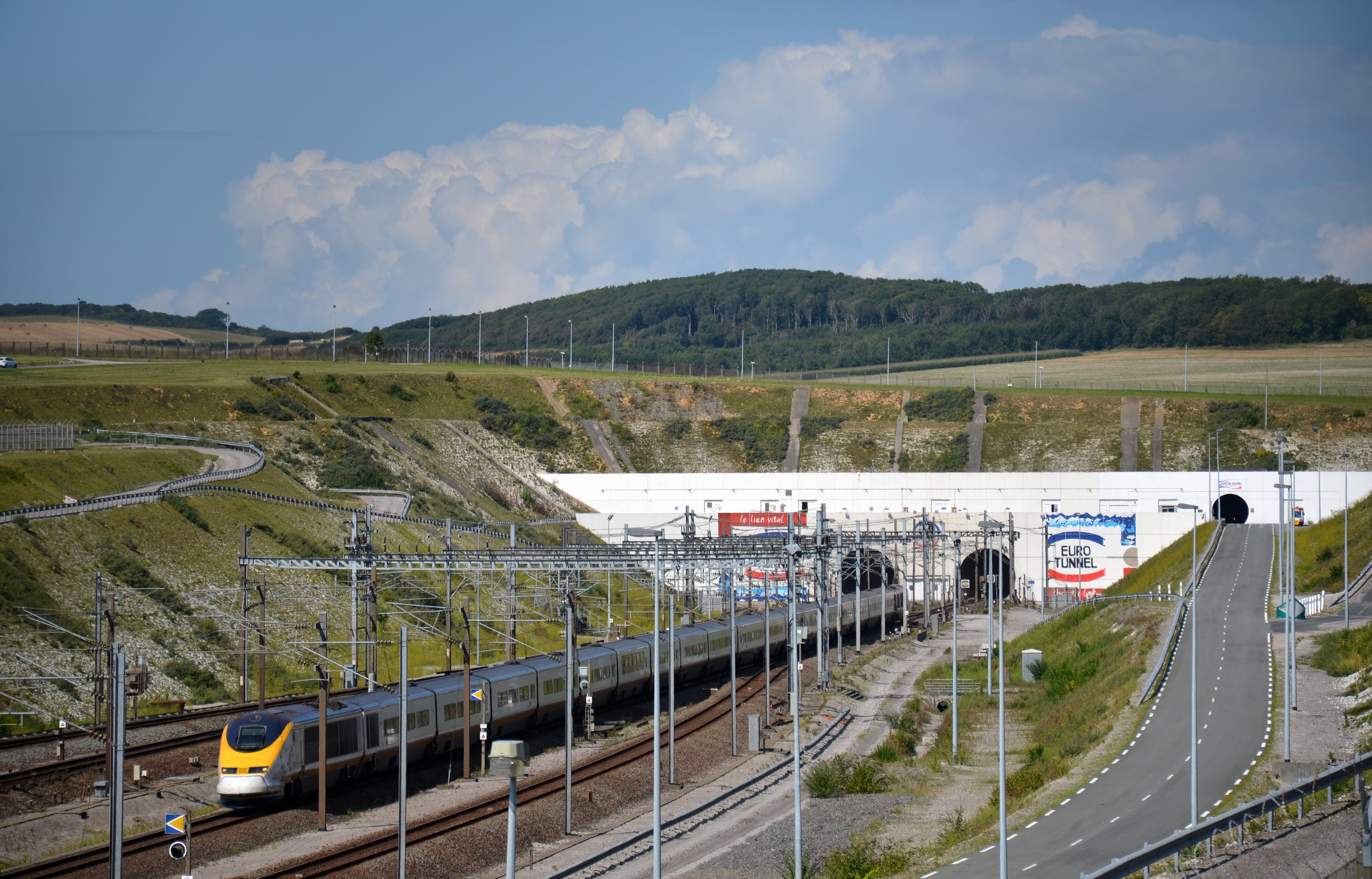
Eurotunnel

Beide Länder sind aufgrund ihrer geografischen Nähe und wirtschaftlichen Bedeutung wichtige Wirtschafts- und Handelspartner. 2021 entfielen etwas 5 Prozent des britischen Außenhandels auf Frankreich. Beide Länder sind zudem wichtige Investitionspartner mit einem kumulierten Investitionsvolumen in Höhe von mehr als 150 Milliarden Pfund. Zu den bedeutenden gemeinsamen Wirtschaftsprojekten gehört der Bau des Eurotunnels und die Entwicklung des Überschallflugzeugs Concorde.

### Tourismus
Das britische Foreign and Commonwealth Office schätzt, dass 17 Millionen britische Staatsbürger, also fast ein Drittel der Gesamtbevölkerung, jedes Jahr Frankreich besuchen. 2019 waren die Franzosen die zweithäufigsten ausländischen Besucher des Vereinigten Königreichs (9 % der Besucher oder knapp 3,6 Millionen Personen) und die Touristengruppen mit den zweithöchsten Ausgaben (5 % oder 1,4 Milliarden Pfund).

### Verkehr
Zwischen beiden Ländern besteht über den Eurotunnel eine Straßen- und Zugverbindung. Daneben gibt es auch zahlreiche Fähren- und Flugverbindungen zwischen den beiden Ländern. Nach dem EU-Austritt des Vereinigten Königreichs kam es zu verlängerten Wartezeiten und erhöhtem bürokratischen Aufwand im bilateralen Handels- und Personenverkehr.

## Diplomatische Vertretungen
- Frankreich hat eine Botschaft in London und ein Generalkonsulat in Edinburgh.
- Das Vereinigte Königreich hat eine Botschaft in Paris und Konsulate in Bordeaux und Marseille.

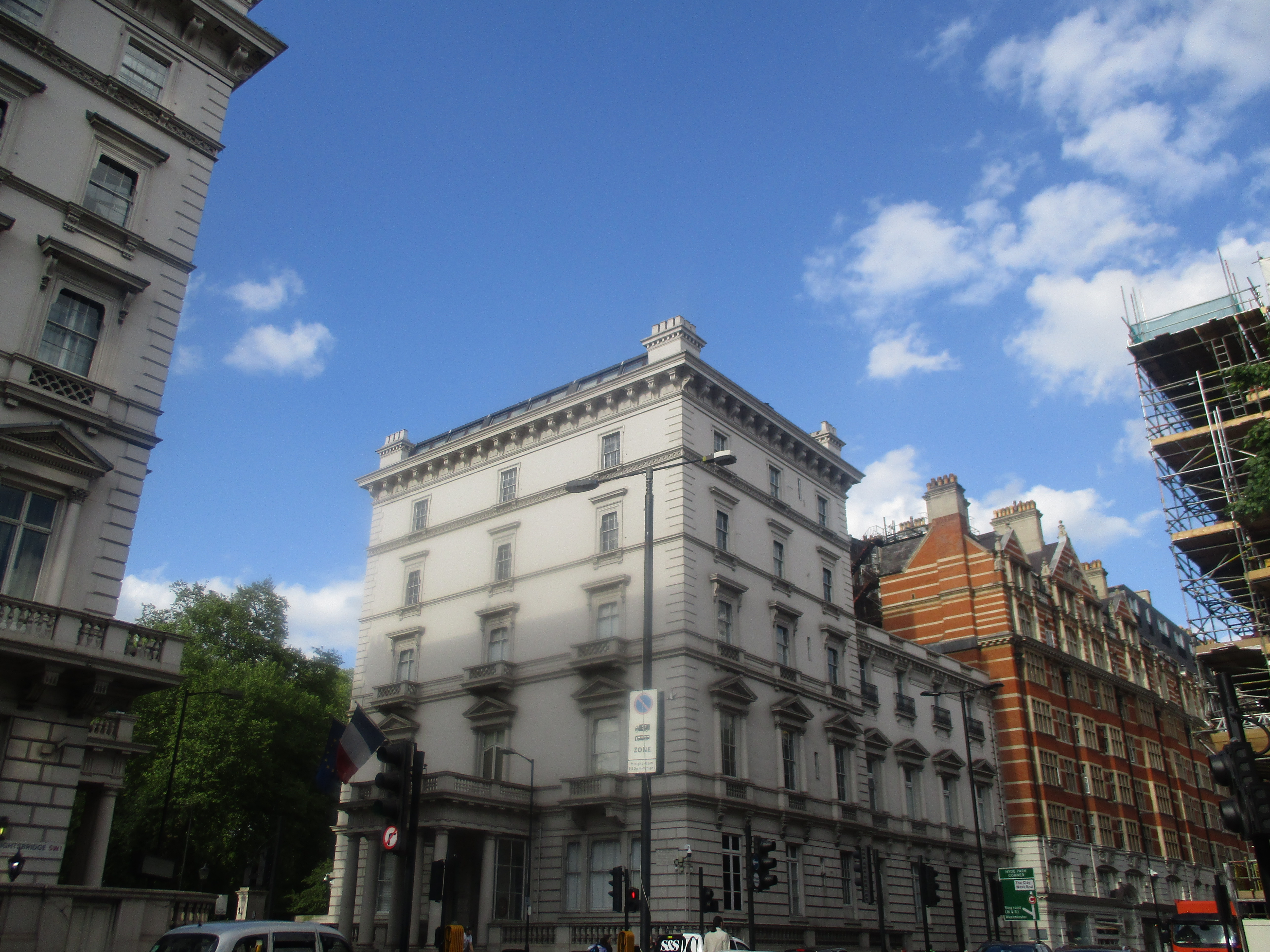
Französische Botschaft in London
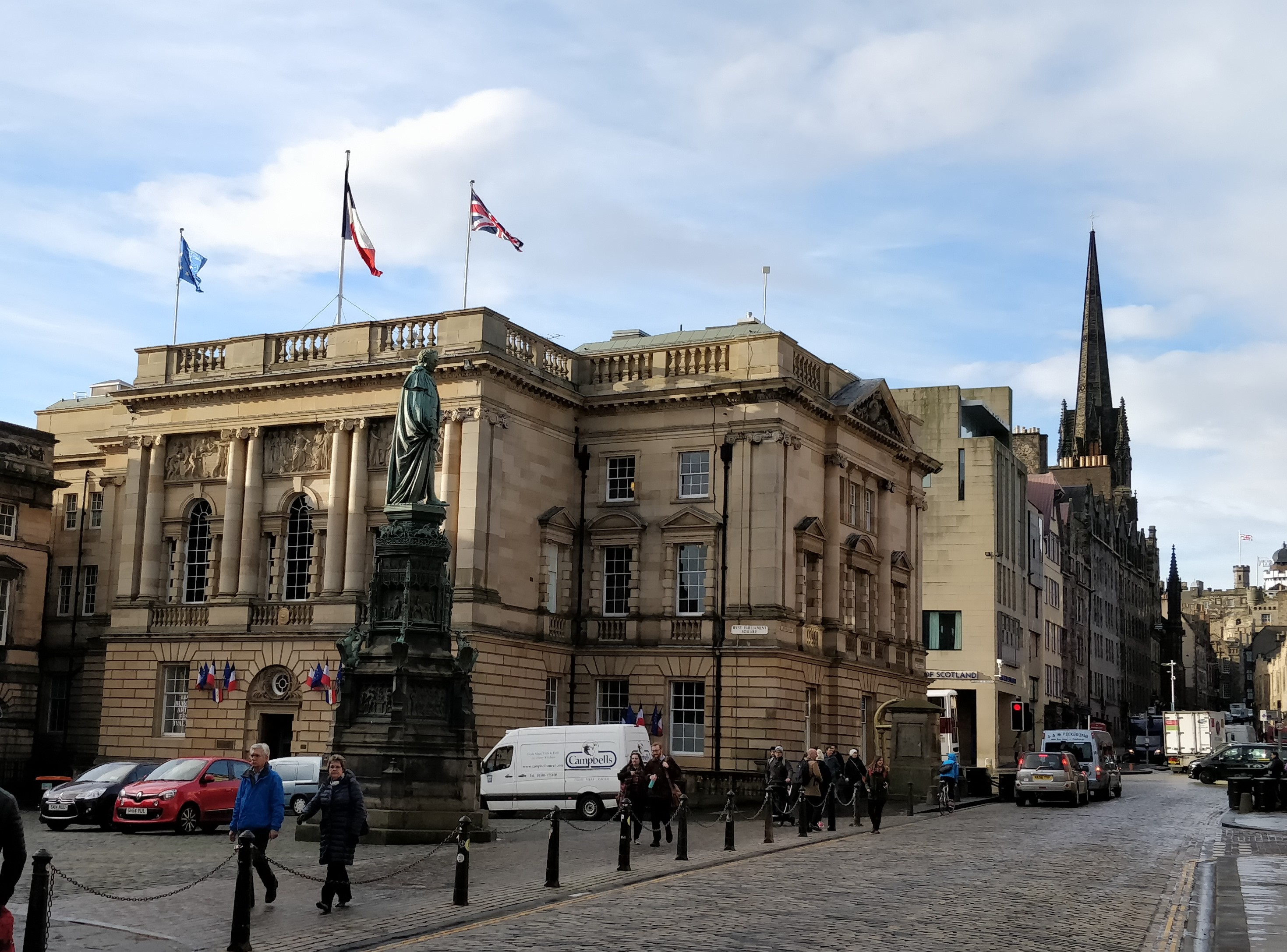
Französisches Generalkonsulat in Edinburgh
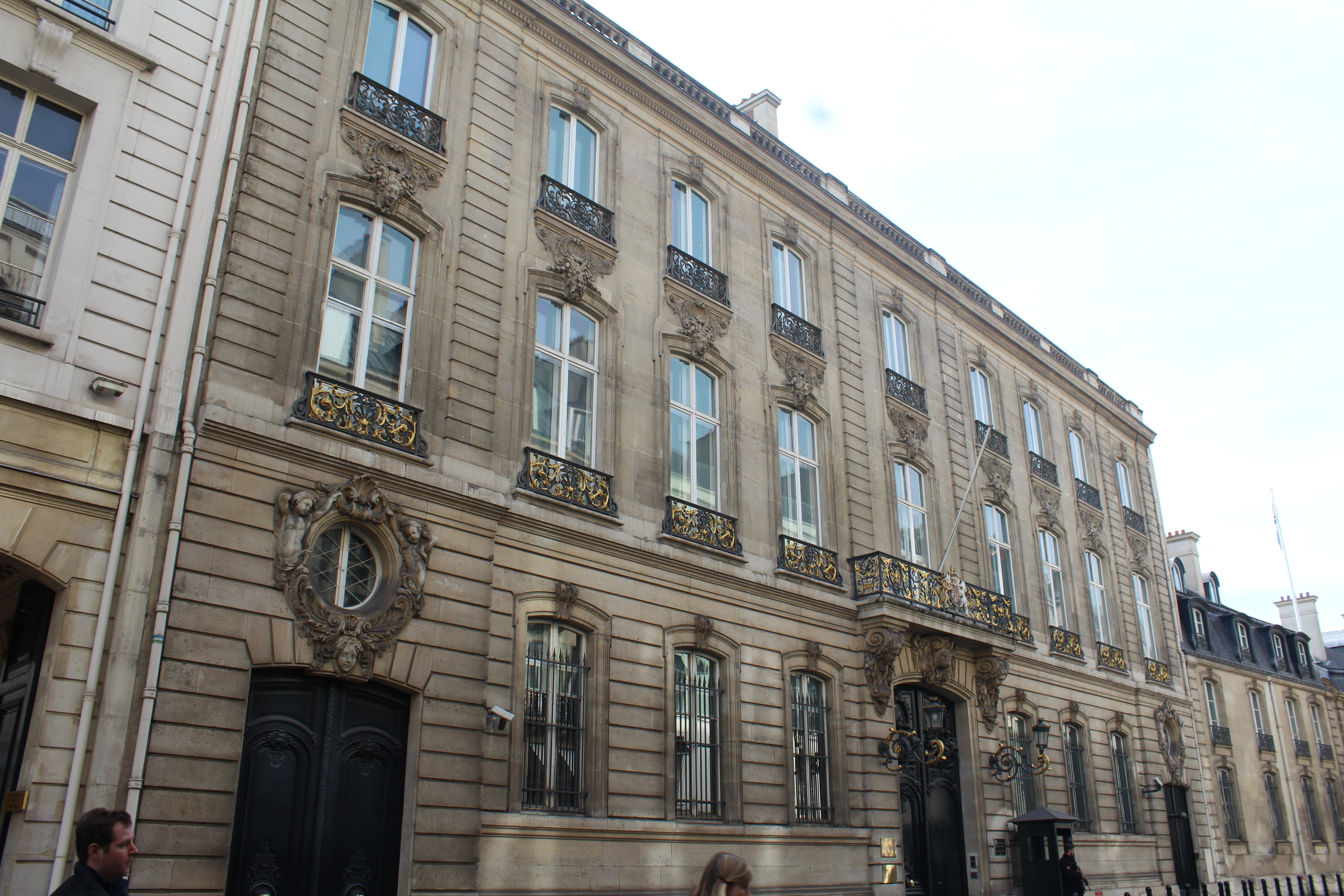
Britische Botschaft in Paris